# Сенчицька сільська рада
Се́нчицька сільська́ ра́да — колишній орган місцевого самоврядування в Зарічненському районі Рівненської області. Адміністративний центр — село Сенчиці.

## Загальні відомості
- Сенчицька сільська рада утворена в 1945 році.
- Територія ради: 51,901 км²
- Населення ради: 655 осіб (станом на 2001 рік)
- Територією ради протікають річки Прип'ять, Стохід.

## Населені пункти
Сільській раді підпорядковані населені пункти:
- с. Сенчиці
- с. Дубчиці
- с. Прикладники

## Склад ради
Рада складається з 12 депутатів та голови.
- Голова ради: Заулочний Анатолій Якович
- Секретар ради: Проневич Валентина Дмитрівна

### Керівний склад попередніх скликань
| Прізвище, ім'я, по батькові | Основні відомості                                                 | Дата обрання | Дата звільнення |
| --------------------------- | ----------------------------------------------------------------- | ------------ | --------------- |
| Заулочний Анатолій Якович   | Сільський голова, 1955 року народження, освіта вища, безпартійний | 26.03.2006   | 31.10.2010      |
| Заулочний Анатолій Якович   | Сільський голова, 1955 року народження, освіта вища, безпартійний | 31.10.2010   |                 |

Примітка: таблиця складена за даними сайту Верховної Ради України